# Janklovics Péter
Janklovics Péter (Budapest, 1977. február 21. –) magyar színész, humorista.

## Pályafutása
A Gór Nagy Mária Színitanodában végzett 1999-ben, majd a zalaegerszegi Hevesi Sándor Színház, 2004-től pedig a székesfehérvári Vörösmarty Színház társulatának tagja lett. Vendégszínészként szerepelt már többek között a Budapesti Zsidó Színházban is, 2010 őszétől pedig a budapesti TÁP Színházban dolgozik. Olyan darabokban szerepelt, mint a Hegedűs a háztetőn, Tizedes meg a többiek, Ábrahám, Cseresznyéskert, A csodák városa, Az ember tragédiája, III. Richárd, A kis herceg, A revizor, A salemi boszorkányok.
A színház mellett elvállalt pár filmszerepet is, így látható volt a Spáh Dávid rendezésében készült, Aqua című rövidfilmben, mellékszereplőként a Hídemberben, és a Can Togay jegyezte Egy tél az Isten háta mögött című moziban. Több reklámban feltűnt, különböző karaktereket jelenítve meg, az országos ismertséget és népszerűséget viszont a 2009-es és 2010-es Sziget-kampány hozta meg neki, amikor a rendezvény arcaként ismerte meg a nagyközönség. Szintén 2009-től kezdett humorista karrierbe, rendszeresen fellép a Dumaszínházban, és látható a Comedy Central stand-up műsorában.

## Munkái

### Színház
- Ábrahám, Vörösmarty Színház (színész)
- Bál a Savoyban, Vörösmarty Színház (színész)
- Cserenadrág, Kamra Budapest (színész)
- Cseresznyéskert, Budapesti Zsidó Színház (színész)
- A csodák városa, Vörösmarty Színház (színész)
- Diótörő és Egérkirály, Vörösmarty Színház (énekes)
- Az ember tragédiája, Trambulin Színház (színész)
- A gát, Vörösmarty Színház (színész)
- Hunkurunk, avagy a szemérmes nem tanul, Budapesti Zsidó Színház (szereplő)
- III. Richárd, Vörösmarty Színház (színész)
- A kis herceg, Vörösmarty Színház (színész)
- Kolpert úr, Vörösmarty Színház – Pelikán Terem (színész)
- A kommunizmus története elmebetegeknek, Vörösmarty Színház (színész)
- Pipora – a zárt világ, Aranytíz Kft. (színész)
- Pletyka, Sziget Színház (színész)
- A revizor, Vörösmarty Színház (színész)
- Roló, TÁP Színház – Trafó (színész)
- A salemi boszorkányok, Hevesi Sándor Színház (színész)
- Shakespeare királynője, Hevesi Sándor Színház (színész)
- Sose felejtem el, avagy egy diplomás büfészínész emlékei Budapesti Zsidó Színház (színész)
- Vízkereszt, vagy bánom is én Vörösmarty Színház (színész)
- Vőlegény, Vörösmarty Színház (színész)
- 80 nap alatt a Föld körül, Vörösmarty Színház (színész)

### Filmek
- Szomszédok, tv-sorozat, 1998
- Egy tél az isten háta mögött, 1999
- A Hídember, 2002
- Aqua, rövidfilm, 2006
- Zimmer Feri 2., 2010
- Munkaügyek, tv-sorozat, 2012
- Fapad, tv-sorozat, 2014–2015
- Dumapárbaj, 2014
- #Sohavégetnemérős, 2016
- Egynyári kaland, 2019
- Sörever, minisorozat, 2020[1]
- A mi kis falunk, 2021
- …a szomszéd tehene, 2024
- Marsra magyar!, 2024
- BigBakShow, 2025

### Videóklip
- Tankcsapda – Szevasz öcsém (2019)[2]